# Марија Река
Марија Река (словен. Marija Reka) је насељено место у општини Преболд, Савињска регија, Словенија.

## Историја
До територијалне реорганизације у Словенији била је у саставу старе општине Жалец.

## Становништво
У попису становништва из 2011. године, Марија Река је имала 259 становника.
| Број становника према пописима | Број становника према пописима | Број становника према пописима |
| ------------------------------ | ------------------------------ | ------------------------------ |
| 1991                           | 2002                           | 2011                           |
| 225                            | 236                            | 259                            |

Напомена: Године 2005. умањено за део насеља који је припојен насељу Кнездол (Трбовље, Засавска регија).